# Irena Pavlásková
Irena Pavlásková, née le 28 janvier 1960 à Frýdek-Místek (Région de Moravie-Silésie, Tchécoslovaquie), est une réalisatrice et scénariste tchécoslovaque puis tchèque.

## Biographie
Elle est la fille de la journaliste de cinéma et philologue d'origine juive russe Nelly (Annel) Pavlásková (née en 1934) et de l'économiste tchèque Alois Pavlásk, qui a été interdit d'activité scientifique après 1969. pour des raisons politiques. Son grand-père était avocat et a été exécuté lors de Grandes Purges en Union soviétique en 1937.
En 1979-1985, elle est diplômée du département cinéma de l'Académie tchèque des arts de la scène.
Elle travaille d'abord pour la télévision tchécoslovaque, puis, en 1987, elle rejoint les studios Barrandov, où elle travaille comme assistante réalisatrice.
Elle a fait ses débuts en tant que réalisatrice en 1989, avec le film Čas sluhů (cs), sélectionné à la Semaine de la critique durant le Festival de Cannes 1990, et salué d'une mention spéciale à la Caméra d'or.
En tant qu'actrice, elle a joué dans le film L'École élémentaire de Jan Svěrák en 1991.
Elle a réalisé une douzaine de longs métrages, qu'elle a également scénarisé pour la plupart, et elle a également travaillé pour des documentaires et la télévision.
En 1997, elle a fondé sa propre société de production, Eydelle film, qui a sorti deux de ses films, et en 2016, avec le producteur Viktor Schwarz (ru), la Prague Movie Company, qui a sorti son film Pražské orgie (cs) en 2019. L'acteur français Pierre Richard joue un petit rôle dans son film Vánoční příběh en 2022.
Elle a été mariée (1991-2005) au compositeur Jiří Chlumecky, qui est le compositeur de la musique de tous ses films et le père de son fils David.

## Filmographie

### Cinéma fiction
- 1990 : Le Temps des larbins (Čas sluhů (cs))
- 1991 : Corpus delicti
- 1998 : Čas dluhů
- 2006 : Bestiář
- 2009 : Zemský ráj to na pohled (cs)
- 2015 : Fotograf (cs)
- 2019 : Pražské orgie (cs)
- 2022 : Vánoční příběh

### Cinéma documentaire
- 1985 : Svět mýdlových bublinek

### Télévision
- 1993 : GEN – Galerie elity národa
- 1994 : Nesmluvená setkání
- 1995 : GENUS
- 1997 : Jak se žije
- 2004 : Nadměrné maličkosti: Muž, kterého chtějí
- 2006 : Táta jako máma
- 2010 : Bludičky